# قلائد الجمان في التعريف بقبائل عرب الزمان
قلائد الجمان في التعريف بقبائل عرب الزمان كتاب لأحمد بن على بن أحمد الفزاري القلقشندي، انتهى من تأليفه سنة 819هـ. ذكره حاجي خليفة باسم قلائد الجمان في التعريف بقبائل عربان الزمان، وقال بأنه من تأليف والد صاحب نهاية الأرب، لكنه حاد عن الصواب في قوله، فقلائد الجمان ونهاية الأرب هما كتابان لنفس المؤلف.
حقق إبراهيم الإبياري الكتاب ونشرته دار الكتاب المصري ودار الكتاب اللبناني.

## المؤلف
أبو العباس أحمد بن علي القلقشندي، له من الكتب كذلك كتاب صبح الأعشى في صناعة الإنشا، وكتاب حلية الفضل وزينة الكرم في المفاخرة بين السيف والقلم، وكتاب نهاية الأرب في معرفة أنساب العرب، وكتاب ضوء الصبح المسفر، وهو مختصر لصبح الأعشى.

## منهج المؤلف
قدم القلقشندي لكتابه بمقدمة ذكر فيها أنساب الأمم، وذكر فيه قبائل العرب المعاصرة له، ووصل كل أمة بعمود النسب والتاريخ ورجال الحديث. ويختلف عن نهاية الأرب بأنه مرتب حسب تفرع القبائل مرتبًا على الأبجدية.

## مخطوطات الكتاب
اعتمد إبراهيم الإبياري في تحقيقه للكتاب على أربع مخطوطات وهي: المخطوطة 3015 تاريخ بمكتبة طلعت، وفيها إشارة إلى أن الناسخ انتهى من نسخها سنة 987هـ، والمخطوطة 2265 تاريخ بدار الكتب المصرية، إضافة إلى مخطوطتين بالهند تحتفظ الجامعة العربية بالقاهرة بصورتين لهما. كما أن هناك نسخة خطية في دار الكتب الخديوية في مصر

## كتب شبيهة في الاسم
من بين الكتب المشابهة في الاسم لكتاب القلقشندي هناك قلائد الجمان للسيوطي وهو أيضا كتاب في الأنساب، وقلائد الجمان في فرائد شعراء هذا الزمان المشهور بعقود الجمان في شعر هذا الزمان، تأليف كمال الدين أبو البركات بن الشعار الموصلي.